# Triporteur from Heaven
Triporteur from Heaven is een Belgisch bier van hoge gisting.
Het bier wordt gebrouwen door Bert Van Hecke van BOMBrewery. BOMBrewery uit Roeselare werkt als zigeunerbrouwerij samen met verschillende brouwerijen waar het bier gebrouwen wordt op basis van een brouwpakket. Alle ingrediënten worden gemengd en verpakt aangeleverd door BOMBrewery. De brouwerij die het bier brouwt kent dus de samenstelling niet.
Het is een blond bier met een alcoholpercentage van 6,2%. De gebruikte mouten werden door BOMBrewery (Belgische Originele Moutbakkerij en brouwerij) zelf gebrand en geroosterd.

## Prijzen
- Australian International Beer Awards 2013 – bronzen medaille in de categorie Abbey Blonde